# مدار ۷۰ درجه جنوبی
مدار ۷۰ درجه جنوبی، دایره‌ای از عرض جغرافیایی است که در ۷۰ درجهٔ جنوبی خط استوا  قرار دارد.

## گذر از مناطق
از نصف‌النهار مبدأ شروع می‌شود و به سمت مشرق ۷۰ درجه جنوبی از موارد زیر گذر می‌کند:
| مختصات‌ها                                             | کشور، قلمرو یا دریا | توضیحات |
| ---------------------------------------------------- | ------------------- | --- |
| ۷۰°۰′ جنوبی ۰°۰′ شرقی / ۷۰٫۰۰۰°جنوبی ۰٫۰۰۰°شرقی      | جنوبگان             | سرزمین شهبانو ماود, claimed by نروژ |
| ۷۰°۰′ جنوبی ۳°۱۶′ شرقی / ۷۰٫۰۰۰°جنوبی ۳٫۲۶۷°شرقی     | اقیانوس منجمد جنوبی | South of the اقیانوس اطلس |
| ۷۰°۰′ جنوبی ۶°۲۲′ شرقی / ۷۰٫۰۰۰°جنوبی ۶٫۳۶۷°شرقی     | جنوبگان             | سرزمین شهبانو ماود, claimed by نروژ |
| ۷۰°۰′ جنوبی ۲۱°۹′ شرقی / ۷۰٫۰۰۰°جنوبی ۲۱٫۱۵۰°شرقی    | اقیانوس منجمد جنوبی | South of the اقیانوس هند |
| ۷۰°۰′ جنوبی ۲۶°۳۲′ شرقی / ۷۰٫۰۰۰°جنوبی ۲۶٫۵۳۳°شرقی   | جنوبگان             | سرزمین شهبانو ماود, claimed by نروژ · قلمرو جنوبگان استرالیا, claimed by استرالیا · سرزمین ادلی, claimed by فرانسه · قلمرو جنوبگان استرالیا, claimed by استرالیا · Ross Dependency, claimed by نیوزیلند |
| ۷۰°۰′ جنوبی ۱۶۰°۳۴′ شرقی / ۷۰٫۰۰۰°جنوبی ۱۶۰٫۵۶۷°شرقی | اقیانوس منجمد جنوبی | South of the اقیانوس آرام |
| ۷۰°۰′ جنوبی ۷۴°۳۹′ غربی / ۷۰٫۰۰۰°جنوبی ۷۴٫۶۵۰°غربی   | جنوبگان             | جزیره الکساندر و شبه‌جزیره جنوبگانی - claimed by آرژانتین, شیلی and بریتانیا (overlapping claims) |
| ۷۰°۰′ جنوبی ۶۰°۳۳′ غربی / ۷۰٫۰۰۰°جنوبی ۶۰٫۵۵۰°غربی   | اقیانوس منجمد جنوبی | دریای ودل, south of the اقیانوس اطلس |
| ۷۰°۰′ جنوبی ۱°۵۷′ غربی / ۷۰٫۰۰۰°جنوبی ۱٫۹۵۰°غربی     | جنوبگان             | سرزمین شهبانو ماود, claimed by نروژ |